# Batalha de Orsha

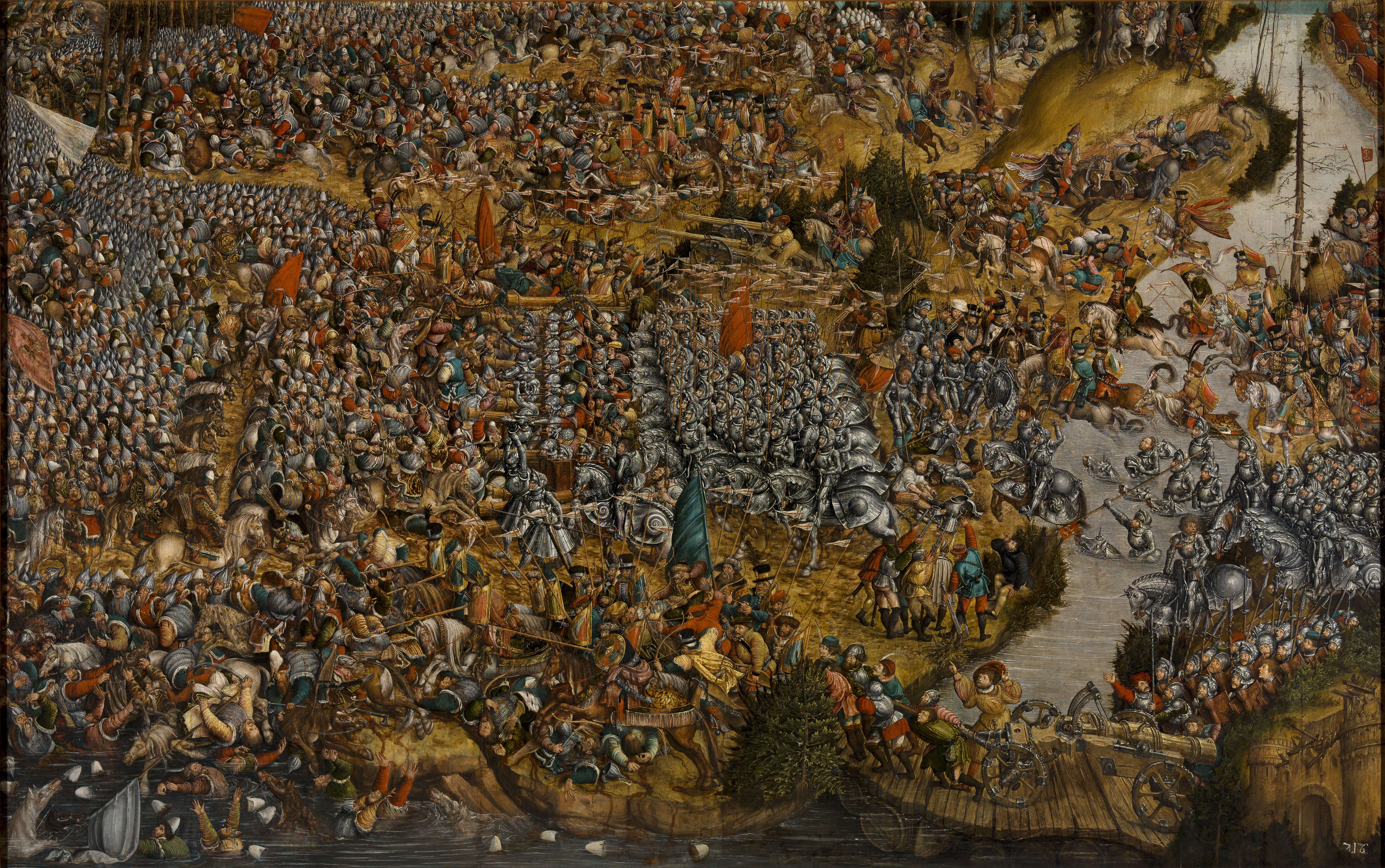
Pintura atribuída a Hans Krell

A Batalha de Orsha (em bielorrusso: Бітва пад Оршай, romanizado: Bitva pad Oršaj, em lituano: Oršos mūšis, em polonês: bitwa pod Orszą, em ucraniano: Битва під Оршею), foi uma batalha travada em 8 de setembro de 1514, entre as forças aliadas do Grão-Ducado da Lituânia e a Coroa do Reino da Polônia, sob o comando do Grão-Hetman Lituano Konstanty Ostrogski; e o exército do Grão-Ducado de Moscou sob Konyushi Ivan Chelyadnin e Kniaz Mikhail Bulgakov-Golitsa. A Batalha de Orsha foi parte de uma longa série de guerras moscovitas-lituanas conduzidas por governantes moscovitas que se esforçavam para reunir todas as terras da antiga Rus de Kiev sob seu domínio.
De acordo com Rerum Moscoviticarum Commentarii de Sigismund von Herberstein, a principal fonte de informações sobre a batalha, o exército muito menor da Lituânia-Polônia (menos de 30 000 homens) derrotou uma força de 80 000 soldados moscovitas, capturando seu acampamento e comandante. Esses números e proporções foram contestados por alguns historiadores modernos.